# Tv·2

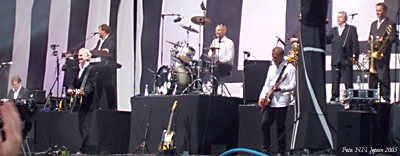
TV-2 in 2005

TV-2 is een Deense popgroep, afkomstig uit de Jutse stad Aarhus. Ze noemen zichzelf graag Danmarks kedeligste orkester (De saaiste band van Denemarken). De band werd opgericht in 1980 en een jaar later kwam hun debuutalbum Fantastiske Toyota (Fantastische Toyota) uit. Hiermee zijn zij een van de oudste, nog steeds bestaande bands in Denemarken.
Hun liedjes worden vaak gekenmerkt door een ironische ondertoon en gaan vaak over de belangrijke thema's van het leven, waaronder regelmatig de liefde. Inmiddels hebben ze 20 albums op hun naam staan.
TV-2 bestaat uit:
- Steffen Brandt (vocalist, gitaar, keyboard)
- Sven Gaul (slagwerk)
- Hans Erik Lerchenfeld (gitaar)
- Georg Olesen (bas)

Bovendien wordt TV-2 vaak uitgebreid met Henrik Nilsson (keyboard) en The Aarhus Horns.
Hun album Nærmest lykkelig (Bijna gelukkig) uit 1988 maakt deel uit van het cultuurcanon van het Deens Ministerie van Cultuur, dat in januari 2006 bekend werd gemaakt.

## Discografie
| Jaar | Titel                                     | Vertaalde titel                                        |
| ---- | ----------------------------------------- | ------------------------------------------------------ |
| 1981 | Fantastiske Toyota                        | Fantastische Toyota                                    |
| 1982 | Verden er vidunderlig                     | De wereld is prachtig                                  |
| 1983 | Beat                                      | -                                                      |
| 1984 | Nutidens unge                             | De jeugd van tegenwoordig                              |
| 1985 | Rigtige mænd (gider ikke høre mere vrøvl) | Echte mannen (hebben geen zin meer onzin aan te horen) |
| 1987 | En dejlig torsdag                         | Een heerlijke donderdag                                |
| 1988 | Nærmest lykkelig                          | Bijna gelukkig                                         |
| 1990 | Vi blir alligevel aldrig voksne           | We worden toch nooit volwassen                         |
| 1991 | Slaraffenland                             | Luilekkerland                                          |
| 1994 | Verdens lykkeligste mand                  | De gelukkigste man van de wereld                       |
| 1995 | Kys bruden                                | Kus de bruid                                           |
| 1998 | Yndlingsbabe                              | Lievelingsbabe                                         |
| 2001 | Amerika                                   | -                                                      |
| 2002 | På kanten af småt brændbart               | Op de rand van lichte ontvlambaarheid                  |
| 2005 | De første kærester på månen               | De eerste geliefden op de maan                         |
| 2007 | For dig ku' jeg gøre alting               | Voor jou zou ik alles kunnen doen                      |
| 2011 | Showtime                                  | -                                                      |
| 2015 | Det gode liv                              | Het goede leven                                        |
| 2018 | Tæt trafik i Herning                      | Druk verkeer in Herning                                |